# Jimmy Heuga
James Frederic „Jimmy“ Heuga (* 23. September 1943 in San Francisco, Kalifornien; † 8. Februar 2010 in Louisville, Colorado) war ein US-amerikanischer Skirennläufer. Er war der erste Skirennläufer aus den USA, der eine olympische Medaille erringen konnte.

## Biografie
Heuga wurde als Sohn eines Sesselliftbetreibers geboren und wuchs im kalifornischen Wintersportort Squaw Valley auf. Noch bevor er als Skisportler Erfolge feiern konnte, wirkte er als Neunjähriger in einem Skifilm von Warren Miller mit.
Einen ersten großen Erfolg in den USA erzielte er 1961 mit dem Kombinationssieg im Harriman Cup in Sun Valley. Der Durchbruch zur internationalen Weltspitze gelang ihm 1962, als er bei den Alpinen Skiweltmeisterschaften im französischen Chamonix Fünfter in der Kombination wurde. Zwei Jahre später feierte Heuga den größten Erfolg seiner Karriere. Bei den Olympischen Winterspielen 1964 in Innsbruck fuhr er im Slalom auf Platz drei. Seine Bronzemedaille war zusammen mit der Silbermedaille von Billy Kidd im gleichen Rennen die erste Medaille überhaupt, die US-amerikanische Skirennläufer in den Männerwettbewerben bei Olympischen Spielen erringen konnten.
Seine sportliche Konstanz unterstrich Heuga bei den Skiweltmeisterschaften 1966 in Portillo. Dort belegte er in der Kombination den vierten und im Slalom den sechsten Rang. 1970 musste Heuga seine sportliche Laufbahn abrupt beenden, nachdem bei ihm Multiple Sklerose diagnostiziert worden war. Aus der Erfahrung seiner Erkrankung gründete er 1984 in der Nähe von Vail das „Heuga Center“, eine gemeinnützige medizinische Einrichtung, in der Menschen mit chronischen Krankheiten lernen, ihren Gesundheitszustand durch körperliche Übungen und Ernährung positiv zu beeinflussen.